# Małgorzata Baranowska

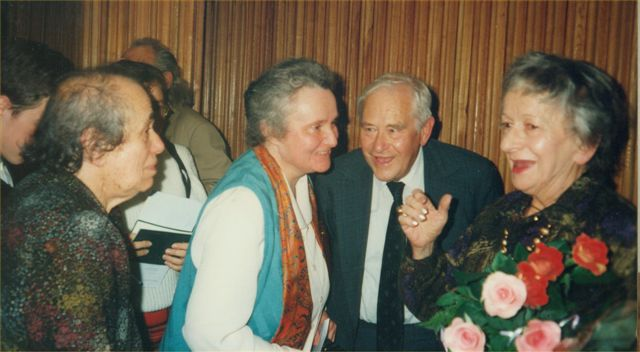
Irena Szymańska, Małgorzata Baranowska, Ryszard Matuszewski und Wisława Szymborska im PEN-Club im September 1996

Małgorzata Baranowska (* 15. März 1945 in Krakau; † 22. Januar 2012 in Warschau) war eine polnische Literaturhistorikerin und -kritikerin sowie Lyrikerin. Sie war die Tochter des Redakteurs und Übersetzers Bolesław Baranowski.

## Leben
Baranowska lebte als Kind zunächst in Cieszyn und Bytom und ab 1948 in Warschau, wo sie eine Musikgrundschule und anschließend das Gymnasium besuchte. Als Lyrikerin debütierte sie 1964 mit dem Gedicht Historia, das in der Wochenzeitung Stolica veröffentlicht wurde. Nach dem Erwerb des Abiturs 1964 studierte sie Polonistik an der Universität Warschau. Zudem arbeitete sie 1966 als Technikerin im astronomischen Observatorium der Universität Warschau. Während ihres Studiums gehörte sie dem Zrzeszenie Studentów Polskich an. Nach dem Erwerb des Magisters 1970 wurde sie im Verlagsinstitut Nasza Księgarnia und 1972 im Institut für Literaturforschung der Polnischen Akademie der Wissenschaften eingestellt, wo sie zuerst in der Bibliothek und dann als Assistentin tätig war. Daneben arbeitete sie von 1971 mit Unterbrechungen bis 2004 mit der Monatszeitschrift Twórczość zusammen. In den 1970er-Jahren publizierte sie auch in Literatura, Nowy Wyraz, Teksty und Literatura na Świecie. Mit Polskie Radio arbeitet sie seit 1975 als Autorin von Hörspielen für Kinder und Literatursendungen zusammen. In den Verband der Polnischen Literaten wurde sie 1975 aufgenommen und verbrachte das Jahr 1975 bis 1976 als Stipendiatin in Frankreich. Nach ihrer Rückkehr schrieb sie von 1977 bis 1980 für Wiedza i Życie und von 1977 bis 1983 für Odra. Mit der Arbeit Wyobraźnia surrealistyczna w polskiej poezji międzywojennej (Doktormutter: Alina Brodzka) promovierte sie und wurde anschließend als Adjunkt am Institut für Literaturforschung eingestellt. In den Verein der Polnischen Schriftsteller wurde sie 1989 aufgenommen. In den 1990er-Jahren publizierte sie in Kultura Niezależna, Tygodnik Literacki, Teksty Drugie sowie Potop und seit 2001 auch in Nowe Książki.

## Werke

### Lyrik
- Miasto, 1975
- Zamek w Pirenejach, 1980
- Powrót, 2002